# اختراق خلية

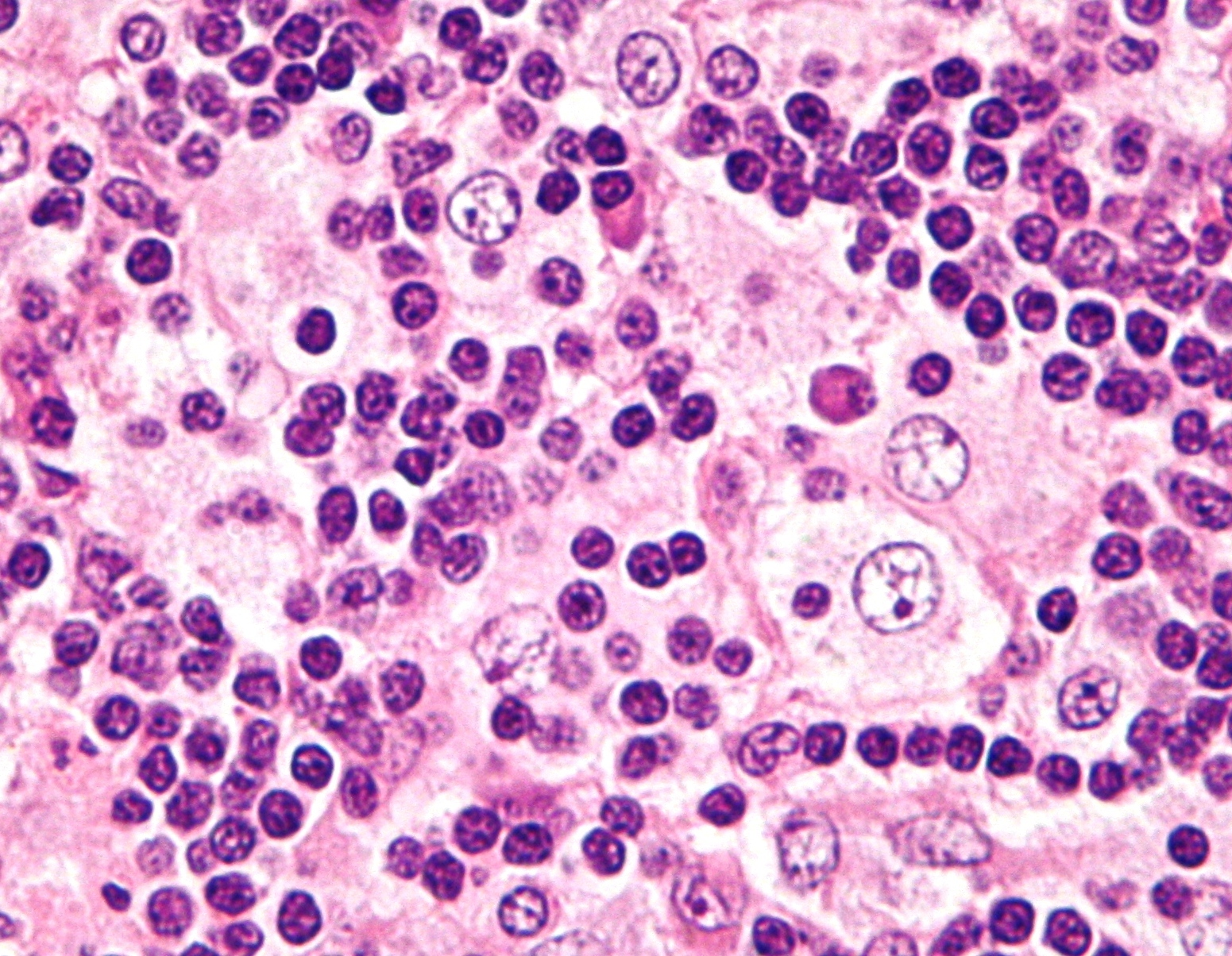
تظهر الصورة المجهرية اختراق الخلية في حالة مرض انسداد الجيوب الأنفية وتضخم العقد الليمفية. صبغة الهيماتوكسيلين والأيوزين.

في الطب، يشير مصطلح اختراق الخلية (emperipolesis) إلى وجود خلية سليمة في السيتوبلازم الخاص بخلية أخرى. المصطلح مشتق من اليونانية (فالمقطعem تعني بالداخل وكلمة peri تعني حول، وكلمة polemai تعني يتجول حول).
يتعلق هذا المصطلح بمصطلح الاحتفاف الذي يعني ارتباط خلية بأخرى.

## التداعيات
لوحظ حدوث اختراق الخلية في حالات مختلفة بما في ذلك:
- انسداد الجيوب الأنفية وتضخم العقد الليمفية[4]
- التهاب الكبد بالمناعة الذاتية
- الخلايا الكبيرة المنتجة للصفائح الدموية التي تتواجد في الطريق

## صور إضافية

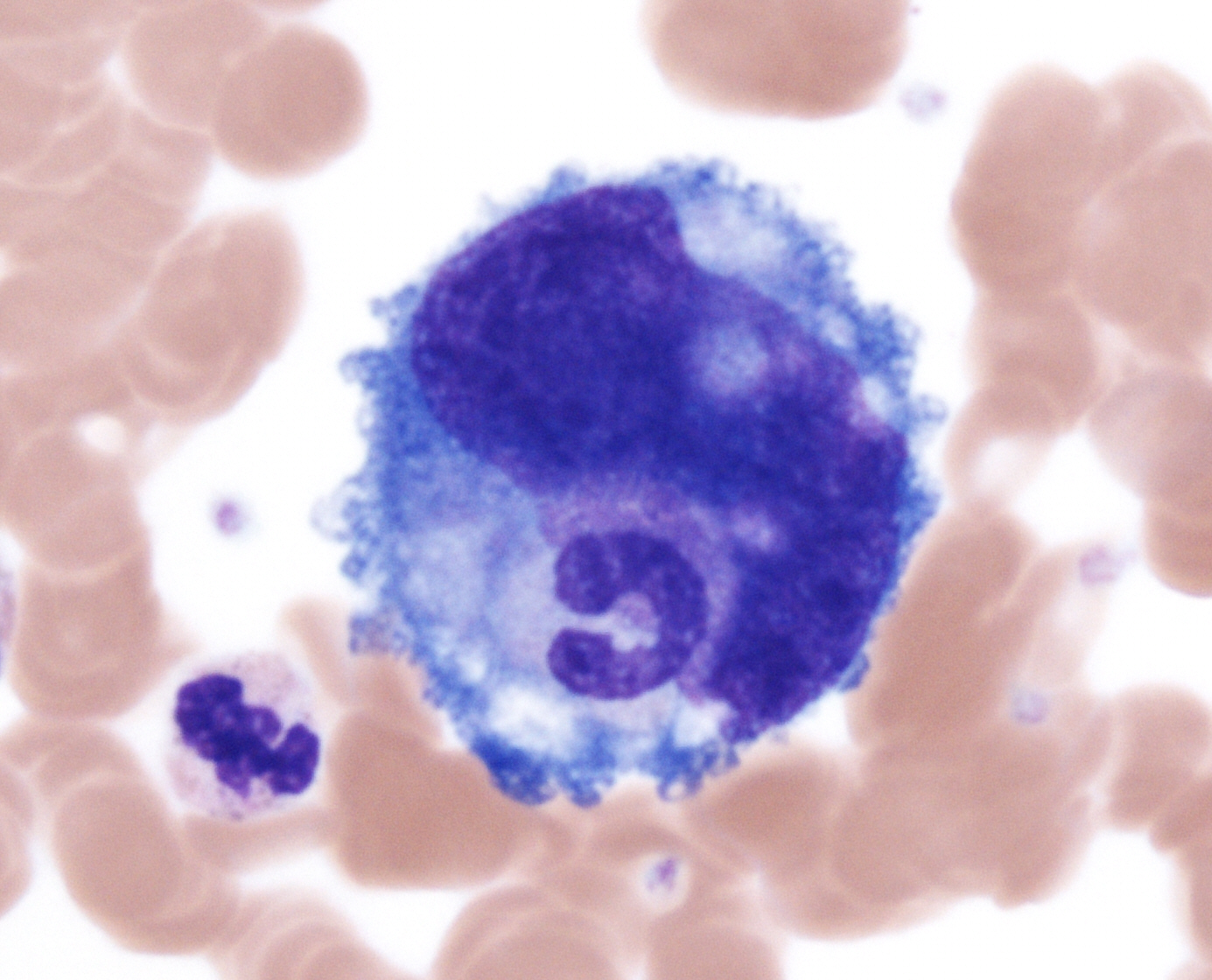
اختراق الخلية: مجموعة الخلايا المتعادلة داخل الخلايا المنتجة للصفائح الدموية.(رايت وجيمسا(Wright-Giemsa)،100x, oil).
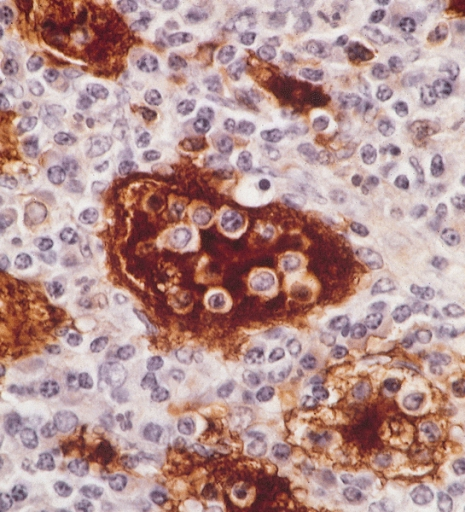
اختراق الخلية في مرض انسداد الجيوب الأنفية وتضخم العقد الليمفية والتي يوضحها التلوث S-100.
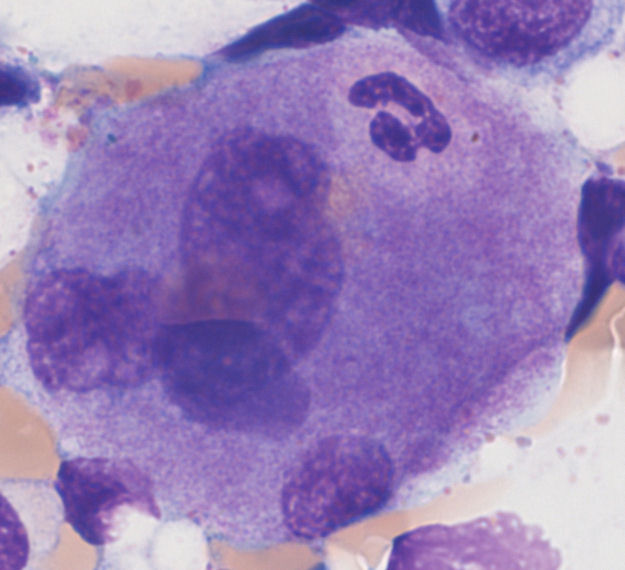
اختراق الخلية: في الخلايا المنتجة للصفائح الدموية التي تحتوي على الخلايا الحبيبة العدلة المجزأة ملوثة بما يعرف باسم بقعة ماي جرونولد جيمسا.